# Stadionul Steaua
Het Stadionul Steaua was een voetbalstadion in Boekarest, Roemenië en was de thuisbasis van Steaua Boekarest.
Het stadion werd geopend op 9 april 1974, toen er een vriendschappelijke wedstrijd werd gespeeld tussen Steaua en OFK Belgrado. 
Het duel eindigde in een 2-2 gelijkspel.

## Geschiedenis
Toen het stadion werd gebouwd was het een van de eerste stadions in Roemenië die alleen voor voetbal werd gebruikt. De meeste stadions hadden ook een atletiekbaan, waardoor de toeschouwers in dit stadion zeer dicht op het veld zitten. 
De originele capaciteit was 30.000 zitplaatsen, maar toen er in 1991 plastic stoeltjes zijn geplaatst is het aantal teruggegaan naar 28.365.
In 1996 en 2006 hebben grootschalige renovaties plaatsgevonden aan het stadion, dit om het voetbal in de Champions League voor Steaua mogelijk te houden.
Ook heeft het Roemeens voetbalelftal in dit stadion gespeeld, dit was tussen 1977 en 2008
Het laatste voetbalduel dat Roemenië in dit stadion gespeeld heeft, was tegen Montenegro in 31 mei 2008. Dit duel werd met 4-0 gewonnen.
Het stadion werd afgebroken in 2018 om plaats te kunnen maken voor het nieuwe stadion.